# Blackbirds of 1928

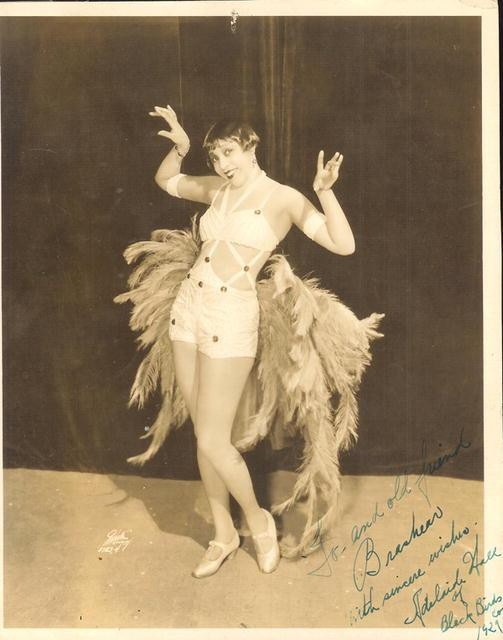
Adelaïde Hall dans les années 1920.

Pour les articles homonymes, voir Blackbirds.
Blackbirds of 1928 est une revue musicale de Broadway mettant en vedette Adelaïde Hall, Bill Bojangles Robinson, Tim Moore et Aida Ward. La musique est de Jimmy McHugh et les paroles de Dorothy Fields.

## Histoire
La revue est une idée de l'impressario Lew Leslie, qui voulait créer un spectacle autour de Florence Mills à New York après le succès en 1926 du show Blackbirds à Londres. Malheureusement Florence Mills meurt de tuberculose en 1927, et Adelaïde Hall est recrutée pour la remplacer.

## Production
Le spectacle commence le 4 janvier 1928 sous le titre The Blackbird Revue au nightclub Les Ambassadeurs à New York, avant d'être déplacé au Liberty Theatre de Broadway en mai 1928 et dure jusqu'au 15 juin 1929, où Leslie change le nom en BlackBirds of 1928. Le spectacle a fait l'objet de 518 représentations, ce qui en fait le plus long show noir de Broadway à l'époque. À partir du 7 juin 1929 le show est produit au Moulin-Rouge à Paris, où il est une des plus grands succès de la saison.

## Chansons

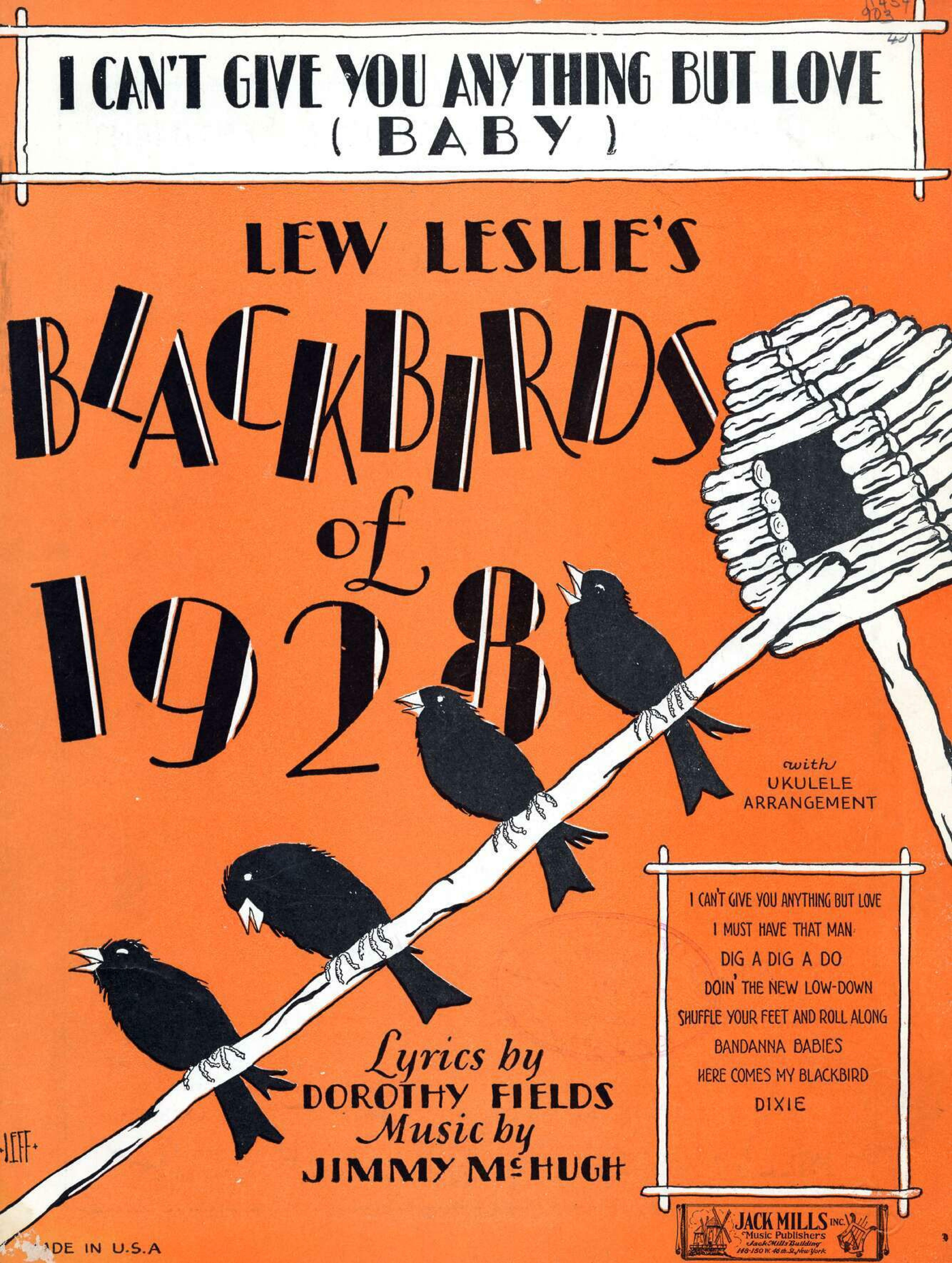
Page de garde de la partition.

### Prologue: Way Down South
- The Call of the South
- Shuffle Your Feet
- Dixie

### Première partie
Aunt Jemima Stroll
Scene in Jungleland
- Diga Diga Do

Bear Cat Jones Last Fight
I Can't Give You Anything but Love
- Song
- Trio

What a Night
Bandanna Babies
Playing According to Hoyle
Three Bad Men From Harlem
Porgy 
- Porgy

Finale (part one)

### Deuxième partie
Magnolia's Wedding Day
Earl Tucker Giving His Conception of the Low-Down Dance
Picking a Plot
Doin' the New Low-Down
Getting Married in Harlem
I Must Have That Man
Here Comes My Blackbird
- Song
- A Memory of 1927

Finale (part two)

## Enregistrements
- Adelaide Hall, accompanée par George Rickson (piano), Baby" & "I Must Have That Man. Victor Rec, June 21, 1928 (test)[4]
- E-28059 Adelaide Hall avec l'orchestre de Lew Leslie's Blackbird. I Must Have That Man & Baby. Brunswick 4031. August 14, 1928[4]
- B12773-A. Adelaide Hall avec Duke Ellington & His Famous Orchestra-I Must Have That Man & b/w "Baby". Blu Disc T1001. 21 décembre 1932[4]
- Warren Mills and His Blue Serenaders recorded Gems from Blackbirds of 1928, I Can't Give You Anything But Love, "Doin' the New Lowdown" and "I Must Have That Man". Cet orchestre de 25 musiciens comporte Arthur Whetsel, Bubber Miley et Freddie Jenkins à la trompette, Joe Nanton au trombone, Barney Bigard, Johnny Hodges et Harry Carney à la clarinette, Duke Ellington au piano, Fred Guy au banjo, Wellman Braud, basse, Sonny Greer, drums, une choriste et le chœur de Hal Johnson, ainsi que Matty Malneck, violiniste and chef d'orchestre. See Luciano Massagli et Giovanni M. Volonté, The New Desor, An updated edition of Duke Ellington's Story on Records 1924-1974, Milano, 1999 session DE2819 and Dr. Klaus Stratemann, Duke Ellington, Day by Day and Film by Film, Jazzmedia ApS, Denmark, p. 1. 20 décembre 1928.